# Aphyosemion franzwerneri
Aphyosemion franzwerneri är en fiskart som beskrevs av Scheel, 1971. Aphyosemion franzwerneri ingår i släktet Aphyosemion och familjen Nothobranchiidae. IUCN kategoriserar arten globalt som starkt hotad. Inga underarter finns listade i Catalogue of Life.